# Pelecocythere trinidadensis
Pelecocythere trinidadensis is een mosselkreeftjessoort uit de familie van de Cytheruridae. De wetenschappelijke naam van de soort is voor het eerst geldig gepubliceerd in 1960 door Bold.